# 판칭린
판칭린( 중국어 정체자: 潘慶林, 간체자: 潘庆林, 1955년 ~ )은 중화인민공화국의 정치가이다. 2009년 3월 3일에 열린 전국인민정치협상회의(정협)에서 간체자를 폐지하고 정체자를 회복하자는 주장을 펼쳤다.
톈진 출신으로 문화대혁명의 대란을 피하기 위해서 일본에서 화교 활동을 하다가 톈진에서 대기업을 경영하고 있다.
그는 우선 "1950년대에 마오쩌둥은 한자를 너무 투박하게 간체화해 한자가 지닌 예술성과 과학성을 정면 위반했다."고 지적했다. 예를 들어 '사랑 애(愛)'라는 글자에서 원래 있던 ‘마음 심(心)’을 간체화하는 과정에서 빼버려 ‘마음 없는 사랑’이 됐다는 지적이다.
그는 또 "과거의 번체자는 너무 복잡해 배우기도 쓰기도 어려워 전달이 힘들다고 여겨졌으나, 지금은 대부분 컴퓨터를 이용하기 때문에 복잡한 글자 타이핑도 어렵지 않게 됐다. 그리고 번체자와 간체자 할 것 없이, 모두 한어병음을 입력해야만 한자를 입력할 수 있다."고 주장했다.
판칭린은 또 "번체자를 다시 사용하는 것이 중국과 대만, 즉 양안(兩岸)의 통일에 유리하다. 실제로 장제스가 국공내전에서 패배한 후 타이완으로 건너가서 반공 투쟁을 꾸준히 했는데, 그 과정에서 마오쩌둥이 간체자로 한자를 정했기 때문에, 타이완 국민들은 중국 국민들을 얕잡아보고 무시했다. 타이완 국민들은 모두 번체자를 사용했고, 우리 중국 국민들은 마지못해 간체자를 사용할 수 밖에 없었다. 이것은 중국 국민으로써 정말로 창피한 일이다."고 말했다. 현재 중화민국은 여전히 번체자를 사용하며 이를 '정체자(正體字)’라 부른다.
게다가 판칭린은 "대만은 최근 이 '정체자'를 유네스코 비(非)물질문화유산에 등록하는 의지를 보임으로써 중국 대륙에 압력을 가하고 있다. 우리가 하루빨리 번체자를 사용해야만 우리의 옛 문화인 '정체자' 한자를 지킬 수 있고 우리 중국이 당당하게 이 '정체자'를 유네스코에 등록할 수 있다."고 강력히 주장했다.